# Дахабон
Дахабон (исп. Dajabón) — провинция в Доминиканской Республике.

## География
Провинция Дахабон находится на северо-западе Доминиканской Республики, её западная граница является также границей с Гаити. Граница с Гаити проходит по реке Рио-Дахабон. На юге провинции лежит горный хребет Центральной Кордильеры. Административным центром провинции является город Дахабон. Соседними провинциями являются Элиас-Пинья, Сантьяго-Родригес и Монте-Кристи. Крупнейшими населёнными пунктами провинции Дахабон считаются, помимо города Дахабон, также Эль-Пино, Реставрасьон, Лома-де-Кабрера и Патридо.

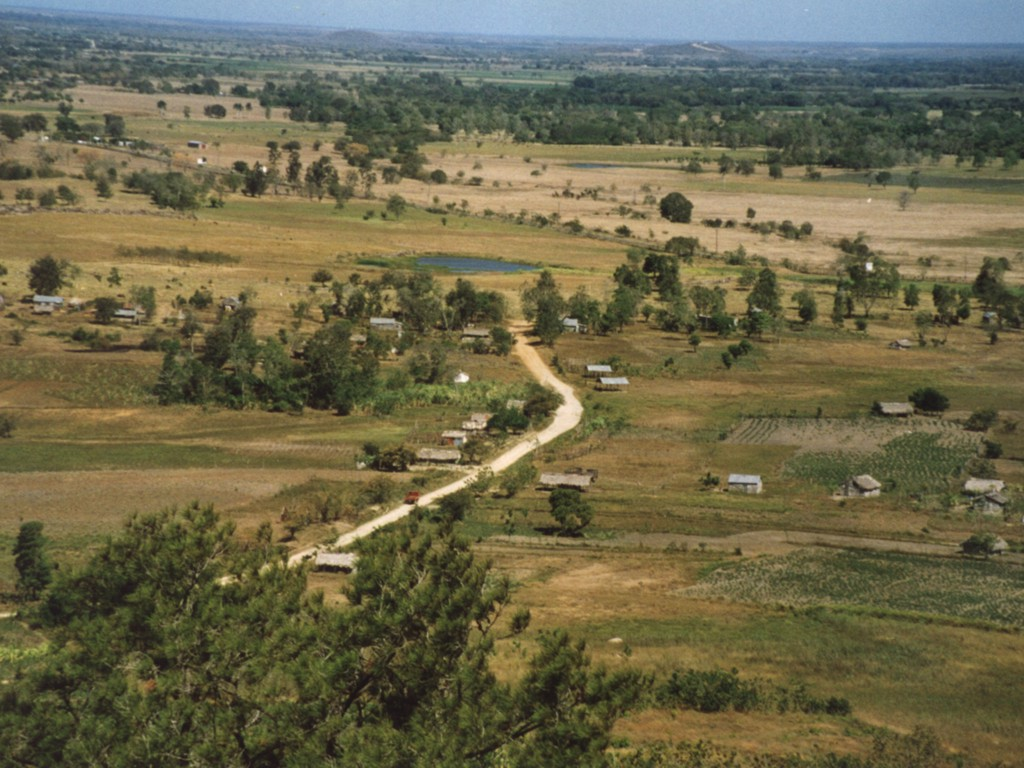

## История
Провинция Дахабон была выделена из провинции Монте-Кристи в 1938 году и до 1961 года носила название Либертадор (Libertador).

## Административное деление
Провинция территориально подразделяется на 5 муниципий (municipios) и 4 муниципальных округов (distrito municipal — D.M.).
| № | Муниципий                         | Население, чел. (2012) |
| - | --------------------------------- | ---------------------- |
| 1 | Дахабон (Dajabón)                 | 25 983                 |
| 2 | Эль-Пино (El Pino)                | 6698                   |
| 3 | Лома-де-Кабрера (Loma de Cabrera) | 20 665                 |
| 4 | Партидо (Partido)                 | 7593                   |
| 5 | Ресторасион (Restauración)        | 6948                   |
|   | Всего                             | 67 887                 |

## Экономика
Основой хозяйства провинции Дахабон является сельское хозяйство. Кроме традиционных тропических продуктов здесь в больших объёмах выращиваются рис и табак. Развито также молочное животноводство. Большое значение играет и приграничная торговля с Гаити.